# Balacra gloriosa
Balacra gloriosa är en fjärilsart som beskrevs av Jordan 1904. Balacra gloriosa ingår i släktet Balacra och familjen björnspinnare. Inga underarter finns listade i Catalogue of Life.